# The Voice of Italy
The Voice of Italy (noto semplicemente come The Voice) è stato un programma televisivo italiano di genere talent show, andato in onda dal 2013 al 2025 su Rai 2. Si tratta della versione italiana del talent show The Voice, format olandese trasmesso in tutto il mondo e ideato da John de Mol, creatore del Grande Fratello.
Il programma veniva realizzato presso lo Studio 2000 del Centro di Produzione Rai di Milano.

## Il programma

### Storia
Dopo la cancellazione nel 2011 dal palinsesto di Rai 2 di X Factor (poi passato su Sky Uno) per via degli alti costi di produzione e il successivo flop di un altro talent show musicale, Star Academy, andato in onda nella stagione 2011/2012, la seconda rete Rai ha deciso di proporre un format simile e di grande successo nel mondo che potesse diventare un programma di punta della rete: si è optato quindi per The Voice, talent show musicale nato nel 2010 nei Paesi Bassi ed esportato in tutto il mondo che, nel 2011, ha registrato ascolti record con la sua prima edizione negli Stati Uniti.
Notizie di una possibile messa in onda sono iniziate a circolare nel 2012 e, dopo una prima cancellazione nello stesso anno per motivi di budget e palinsesto, il programma è stato trasmesso nella primavera del 2013 con la sua prima edizione italiana, prendendo il posto del reality show L'isola dei famosi, programma simbolo e di punta di Rai 2 per molti anni, ritenuto non più idoneo al dovere di servizio pubblico offerto dalla Rai da parte dell'allora presidente Anna Maria Tarantola.
(Anna Maria Tarantola - Presidente Rai)
La trasmissione è stata così trasmessa per quattro stagioni consecutive dal 2013 al 2016, sempre nel periodo primaverile, inizialmente con la conduzione dell'attore Fabio Troiano, sostituito dalla seconda edizione da Federico Russo, coadiuvati durante le puntate da alcune conduttrici che si occupavano del rapporto dei social con lo show, le V-Reporter Carolina Di Domenico (nella prima edizione), Valentina Correani (nella seconda e nella terza) e Alessandra Angeli (nella quarta).
Al termine della quarta edizione nel 2016, che ha registrato un calo netto di ascolti rispetto alle precedenti, l'allora direttrice di Rai 2 Ilaria Dallatana ha annunciato che la trasmissione non sarebbe stata più riproposta: al suo posto infatti, nella primavera successiva, viene riproposto lo storico game show Furore in occasione del suo ventennale. Dopo una stagione di pausa, nel novembre 2017 sul web sono comparse le prime notizie su un probabile ritorno del programma, rivelatesi poi veritiere per via di alcuni promo in onda sulle reti Rai nei mesi successivi, anche in occasione del 68º Festival di Sanremo, confermando l'arrivo della quinta edizione in onda nella primavera 2018 con la conduzione in solitaria di Costantino della Gherardesca: quest'edizione, infatti, non si avvale più la figura della V-Reporter, anche per il fatto che l'unica puntata live è quella della finale, data la durata abbastanza ridotta rispetto alle precedenti stagioni. Il programma viene riconfermato anche per il 2019 dal direttore di rete, Carlo Freccero, che affida il programma a Simona Ventura, di ritorno in Rai dopo circa otto anni dall'ultima conduzione proprio su Rai 2. Alla fine di tale edizione, tuttavia a causa dei bassi ascolti, il programma non viene rinnovato e scompare dai palinsesti della stagione successiva.
Successivamente, la Rai ripropone il programma attraverso tre spin-off, tutti trasmessi da Rai 1.
Nel 2020 parte The Voice Senior, il format è identico solo che a partecipare sono concorrenti over 60 anni, con la conduzione di Antonella Clerici.
Nel 2023, oltre alla terza edizione di The Voice Senior, viene prodotta la prima edizione del nuovo spin-off del programma, The Voice Kids, dove i concorrenti sono dei bambini che hanno dai 6 ai 15 anni.
Nel 2024, oltre agli altri due spin-off ne viene proposto un terzo, The Voice Generations, dove i concorrenti sono gruppi di diverse generazioni, formati da due o più persone uniti da un rapporto di sangue, d'amicizia o d'amore, e uniti dalla passione della musica.

### Format
Diversamente da quanto avviene in altri talent show, in The Voice gli aspiranti cantanti si esibiscono davanti ad una giuria seduta su delle poltrone rosse con un pulsante davanti e completamente di spalle al cantante; essa è composta da quattro personaggi della musica italiana, definiti coach. Questi ultimi non saranno condizionati dall'aspetto fisico del concorrente, ma soltanto dalla "voce" (come recita il titolo del programma), la quale sarà l'unico elemento necessario per far premere il pulsante e far girare uno o più coach e di conseguenza far entrare il concorrente nel proprio team di appartenenza. I quattro coach (a differenza di una "giuria") vengono definiti tali poiché, man mano che formeranno le loro squadre, aiuteranno i concorrenti nel migliorare le loro doti canore durante la loro permanenza nel programma. Una particolarità del programma, unica nel suo genere, è il fatto che tutte le canzoni vengono eseguite da un'orchestra live presente in studio.
Il programma è suddiviso in quattro fasi (tre per la prima edizione):
- Blind Auditions: audizioni al buio.
- Best Six: selezione dei migliori sei talenti che accederanno alla Battle (dalla ed. 6)
- The Battles: duetto su una singola canzone (sfida a tre ed. 2-5).
- Knockout: duello su due canzoni differenti. (dalla ed. 2)
- Live Show: puntate in diretta comprese la semifinale e la finale fino alla quarta edizione. Dalla quinta edizione consiste nella sola finale.

Dopo aver formato i team nelle audizioni, ogni squadra vedrà fronteggiare i membri della stessa in varie sfide eliminatorie sino alla finale in diretta, dove si avrà un finalista rimanente per ogni team fino a decretare la vittoria della miglior voce d'Italia.
Il vincitore del talent show, decretato tramite il televoto da casa via telefono fisso o mobile, si aggiudica un contratto discografico di 200 000 € con la Universal Music Italia.

## Edizioni
Legenda
- Team Carrà
- Team Noemi
- Team Pelù
- Team Cocciante

- Team J-Ax
- Team Facchinetti
- Team Pezzali
- Team Dolcenera

- Team Killa
- Team Al Bano
- Team Scabbia
- Team Renga

- Team Gigi
- Team Gué
- Team Elettra
- Team Morgan

| Edizione | Anno | Inizio      | Fine      | Rete  | Puntate | Concorrenti ammessi | Vincitore       | Secondo                  | Terzo              | Quarto          | Coach vincitore              | Conduttori                   | Conduttori                   | Regia               | Regia               | Coach (in ordine di sedia) | Coach (in ordine di sedia)   | Coach (in ordine di sedia) | Coach (in ordine di sedia) |
| -------- | ---- | ----------- | --------- | ----- | ------- | ------------------- | --------------- | ------------------------ | ------------------ | --------------- | ---------------------------- | ---------------------------- | ---------------------------- | ------------------- | ------------------- | -------------------------- | ---------------------------- | -------------------------- | -------------------------- |
| 1ª       | 2013 | 7 marzo     | 30 maggio | Rai 2 | 13      | 64                  | Elhaida Dani    | Timothy Cavicchini       | Veronica De Simone | Silvia Capasso  | Riccardo Cocciante           | Fabio Troiano                | Carolina Di Domenico         | Sergio Colabona     | Sergio Colabona     | Piero Pelù                 | Raffaella Carrà              | Riccardo Cocciante         | Noemi                      |
| 2ª       | 2014 | 12 marzo    | 5 giugno  | Rai 2 | 14      | 64                  | Suor Cristina   | Giacomo Voli             | Tommaso Pini       | Giorgia Pino    | J-Ax                         | Federico Russo               | Valentina Correani           | Cristiano D'Alisera | Cristiano D'Alisera | Piero Pelù                 | Raffaella Carrà              | J-Ax                       | Noemi                      |
| 3ª       | 2015 | 25 febbraio | 27 maggio | Rai 2 | 14      | 64                  | Fabio Curto     | Roberta Carrese          | Carola Campagna    | Thomas Chevàl   | Roby e Francesco Facchinetti | Federico Russo               | Valentina Correani           | Cristiano D'Alisera | Cristiano D'Alisera | Piero Pelù                 | Roby e Francesco Facchinetti | Noemi                      | J-Ax                       |
| 4ª       | 2016 | 24 febbraio | 23 maggio | Rai 2 | 14      | 84                  | Alice Paba      | Charles Kablan           | Elya Zambolin      | Tanya Borgese   | Dolcenera                    | Federico Russo               | Alessandra "Angelina" Angeli | Cristian Biondani   | Piergiorgio Camilli | Emis Killa                 | Raffaella Carrà              | Max Pezzali                | Dolcenera                  |
| 5ª       | 2018 | 22 marzo    | 10 maggio | Rai 2 | 8       | 48                  | Maryam Tancredi | Beatrice Pezzini         | Andrea Butturini   | Asia Sagripanti | Al Bano                      | Costantino della Gherardesca | Costantino della Gherardesca | Piergiorgio Camilli | Piergiorgio Camilli | Francesco Renga            | J-Ax                         | Cristina Scabbia           | Al Bano                    |
| 6ª       | 2019 | 23 aprile   | 4 giugno  | Rai 2 | 8       | 56                  | Carmen Pierri   | Brenda Carolina Lawrence | Miriam Ayaba       | Diablo          | Gigi D’Alessio               | Simona Ventura               | Simona Ventura               | Piergiorgio Camilli | Piergiorgio Camilli | Morgan                     | Elettra Lamborghini          | Gué Pequeno                | Gigi D’Alessio             |

### Prima edizione (2013)
La prima edizione del programma è andata in onda dal 7 marzo al 30 maggio 2013 per tredici puntate, condotta da Fabio Troiano e Carolina Di Domenico. I coach sono stati Piero Pelù, Raffaella Carrà, Riccardo Cocciante e Noemi. La vincitrice è stata la cantante di origine albanese Elhaida Dani (Team Cocciante) la quale ha continuato poi la sua carriera in Albania.
Il format è costituito da tre fasi:
- Blind Auditions: nelle prime quattro puntate, i coach ascoltano le esibizioni dei concorrenti concentrando la loro attenzione soltanto sulla loro voce senza vederli, poi possono premere il bottone I WANT YOU se vogliono che entri nella propria squadra. Se più coach, durante l'audizione, si contendono lo stesso candidato, è data a lui stesso la possibilità di scegliere da quale coach farsi seguire; se a premere il pulsante è un solo coach, il concorrente entra automaticamente nella sua squadra; se nessun coach schiaccia il pulsante fino al termine dell'esibizione, il concorrente viene eliminato. Al termine di queste audizioni ciascun coach ha scelto sedici talenti per formare la propria squadra;
- The Battles: in queste tre puntate, ciascun coach sceglie due membri della propria squadra, facendoli esibire in un duetto su un ring. I due cantanti lavorano ad una stessa canzone assegnatagli dal coach d'appartenenza e seguendo i consigli di uno "special coach", un professionista chiamato dal coach principale a fornire indicazioni e consigli ai concorrenti che andranno a sfidarsi sul ring. Alla fine dell'esibizione il coach sceglie chi dei due concorrenti ha meritato di accedere alla terza fase, dove la squadra di ciascun coach si è ridotta ad otto talenti.
- Live Show: in queste sei puntate in diretta i cantanti di ciascuna squadra (otto per team) arrivano sul palco avendo la possibilità di esibirsi in veri e propri concerti, nei quali attraverso turni ad eliminazione diretta si ha un vincitore per ogni squadra. I quattro finalisti, poi, si affrontano nella finale che designa il vincitore del talent show. A determinare chi andrà avanti nella competizione sono i coach e i telespettatori con il televoto.

### Seconda edizione (2014)
La seconda edizione, andata in onda dal 12 marzo al 5 giugno 2014 per quattordici puntate, ha visto la conduzione di Federico Russo e Valentina Correani. Vengono riconfermati i coach Carrà, Pelù e Noemi, mentre al posto di Cocciante arriva J-Ax. Quest'ultimo ha vinto il programma con il suo team portando alla vittoria Cristina Scuccia, suora orsolina di origini siciliane, che ha pubblicato con la Universal il suo primo album destinato al mercato europeo, Sister Cristina, nel novembre del 2014.
Da questa edizione il format è costituito da quattro fasi:
- Blind Auditions: la prima fase della competizione si svolge come è avvenuto nella prima stagione. Le puntate dedicate alle audizioni sono cinque e al termine delle stesse ciascun coach ha scelto sedici talenti per formare la propria squadra;
- The Battles: la seconda fase della gara, in due sole puntate, segue le stesse dinamiche della prima stagione, con la novità introdotta in questa stagione del meccanismo dello STEAL: nel momento in cui viene decretato il verdetto della battle, l'artista eliminato dal proprio coach può essere ripescato se almeno uno dei coach delle altre squadre preme il bottone rosso sulla propria poltrona. Nel caso in cui un solo coach prema il bottone, l'artista entra automaticamente nel suo team, mentre se a premere il bottone sono due o tre coach è l'artista a scegliere a quale squadra unirsi, così come avviene durante le Blind Auditions. Se nessun coach preme il bottone l'artista abbandona la gara. Tale opzione potrà essere esercitata da ciascun coach al massimo due volte nell'arco delle Battles. I concorrenti che accedono alla terza fase sono dieci per ciascun coach.
- Knock Out: in queste due puntate, seguendo lo stesso meccanismo delle battles, i talenti di ogni team si scontrano sul ring in coppia su pezzi differenti scelti dai concorrenti stessi, questa volta senza nessuna possibilità di ripescaggio. L'artista vincitore di ogni sfida accede alla quarta fase della competizione. Al termine della puntata ogni coach ha cinque artisti nella propria squadra.
- Live Show: la quarta fase del programma, come avvenuto nella prima edizione, ha l'obiettivo di individuare i finalisti (uno per team) che si scontrano nell'ultima puntata. Le puntate che compongono questa ultima fase sono cinque.

### Terza edizione (2015)
La terza edizione del programma è andata in onda dal 25 febbraio al 27 maggio 2015 per quattordici puntate sempre con la conduzione di Federico Russo e Valentina Correani. Piero Pelù, J-Ax e Noemi vengono riconfermati come coach, mentre la Carrà viene sostituita dalla coppia padre-figlio Roby e Francesco Facchinetti, seduti in un'unica poltrona per due. Questi ultimi hanno vinto il programma con il loro team portando alla vittoria Fabio Curto, cantante di Acri.
Il format è costituito da quattro fasi, così come avvenuto nella seconda edizione:
- Blind Auditions: la prima fase della competizione è composta da cinque puntate e si svolge come è avvenuto per le prime due stagioni. In queste puntate vengono inoltre introdotte anche le Blind Audition Blind, audizioni al buio particolari dove il concorrente non sarà visibile a nessuno, né al pubblico a casa e in studio, né ai coach: solo a fine della esibizione la tenda che lo copre verrà calata mostrando il concorrente a tutti. Questa prima fase permette l'ingresso nel programma a sessantaquattro concorrenti (sedici per team): solo dopo aver raggiunto tale cifra le audizioni al buio saranno chiuse.
- The Battles: la seconda fase della gara, composta da due puntate, rimane invariata, con la presenza dello STEAL anche in questa edizione: in questa seconda fase si passa dai sessantaquattro concorrenti iniziali a trentadue, con la possibilità di ripescarne otto (due per team) arrivando ad un totale di quaranta talenti rimasti.
- Knock Out: meccanismo invariato anche per questa terza fase del programma, composta anche in quest'edizione da due puntate: dei quaranta concorrenti rimasti ne passano la metà, venti in totale.
- Live Show: la quarta fase del programma ha l'obiettivo di individuare i finalisti (cinque per team fino ad arrivare ad uno per team) che si scontrano nell'ultima puntata. Le puntate che compongono questa ultima fase sono cinque e sono in diretta.

### Quarta edizione (2016)
La quarta edizione del programma è andata in onda dal 24 febbraio al 23 maggio 2016, con la conduzione di Federico Russo accompagnato da Alessandra "Angelina" Angeli, ex concorrente di Pechino Express 3, nei panni di co-conduttrice e V-Reporter. Le prime dodici puntate sono state trasmesse al mercoledì sera, mentre le ultime due sono andate in onda di lunedì. Tale stagione vede un rinnovo totale dei coach rispetto alla precedente, con il ritorno di Raffaella Carrà dopo un anno di pausa e l'arrivo di Max Pezzali, Emis Killa e Dolcenera, vincitrice a fine edizione con la sua cantante Alice Paba.
Il format è costituito da quattro fasi, così come avvenuto nelle precedenti due edizioni:
- Blind Auditions: la prima fase della competizione è composta da sei puntate e si svolge come è avvenuto per le prime tre stagioni. Questa prima fase permette l'ingresso nel programma a ottantaquattro concorrenti (ventuno per team): solo dopo aver raggiunto tale cifra le audizioni al buio saranno chiuse.
- The Battles: la seconda fase della gara, composta da due puntate, vede sfidarsi per la prima volta sul "ring" allestito sul palco tre talenti della stessa squadra che cantano il medesimo brano scelto dal coach, supportato da uno special coach. Al termine di ogni performance è il coach a decidere chi tra i tre concorrenti potrà accedere alla terza fase. Grazie al meccanismo dello STEAL, che può essere utilizzato solamente una volta da ogni coach, i talenti eliminati potranno essere ripescati da un altro coach. Se nello steal uno stesso artista viene scelto da più coach, sarà il talento a decidere in quale team entrare. Al termine delle Battles saranno quindi otto i componenti di ciascuna squadra (sette scelti dal coach ed uno recuperato con lo steal), arrivando ad un totale di trentadue talenti totali rimasti.
- Knock Out: meccanismo invariato anche per questa terza fase del programma, composta anche in quest'edizione da due puntate: dei trentadue concorrenti rimasti ne passano la metà, sedici in totale (quattro per team).
- Live Show: la quarta fase del programma ha l'obiettivo di individuare i finalisti (quattro per team fino ad arrivare ad uno per team) che si scontrano nell'ultima puntata. Le puntate che compongono questa ultima fase sono quattro e sono in diretta.

### Quinta edizione (2018)
La quinta edizione del programma è andata in onda ogni giovedì in prima serata dal 22 marzo al 10 maggio 2018, con la conduzione di Costantino della Gherardesca. I coach di questa stagione sono Al Bano, Cristina Scabbia, Francesco Renga e J-Ax. L'edizione è stata vinta da Maryam Tancredi appartenente al Team di Al Bano.
- Blind Auditions: la prima fase della competizione è composta da quattro puntate, la novità di quest’edizione è il pulsante Block Button (già introdotto nella quattordicesima edizione della versione statunitense), che ogni coach può utilizzare una sola volta durante tutta la fase, impedendo ad uno degli altri coach di essere scelto dal concorrente nel caso decidesse di girarsi. Questa fase permette l'ingresso nel programma di quarantotto concorrenti (dodici per team) su cento che hanno passato i casting: solo dopo aver raggiunto tale cifra le audizioni al buio saranno chiuse.
- Knock Out: contrariamente alle altre edizioni, costituiscono la seconda fase del programma, composta anche quest'anno da due puntate: dei quarantotto concorrenti rimasti ne passano sedici in totale (quattro per team). Inoltre, per ogni team, il coach suddividerà la propria squadra in tre gruppi composti da quattro talenti ed assegnerà loro il brano da eseguire. Al termine delle performances, il coach deciderà chi del gruppo passerà alle Battles e chi invece sarà eliminato. In questa fase, i vari coaches possono esercitare più volte lo STEAL con la novità della poltrona del ripescando in cui quando un coach ha scelto di salvare un talento eliminato da un altro team potrà rivedere la propria scelta, a favore di un talento più valido da aggiungere alla propria squadra. Se sono più coaches a premere lo STEAL per un talento eliminato, sarà quest’ultimo a scegliere in quale team entrare. Al termine della fase, rientreranno effettivamente in gara solo coloro che saranno seduti sulle quattro poltrone del ripescaggio.
- The Battles: in quest'unica puntata, prendono parte i quattro talenti che hanno passato i Knock Out, dove a duello si devono scontrare su un unico pezzo in duetto. Al termine di ciascun duetto, ogni coach deciderà chi deve abbandonare la gara e chi avrà accesso al Sing Off dove i talenti dovranno scontrarsi in uno spareggio finale sul brano presentato durante le Blind Auditions. Al termine della fase, ad ogni coach rimarrà soltanto un concorrente in vista della finale.
- Live Show: i concorrenti che arriveranno alla finale si esibiscono in diretta in un unico live show con band e corpo di ballo. Il vincitore sarà decretato dal pubblico da casa tramite il televoto.

### Sesta edizione (2019)
La sesta edizione del programma va in onda ogni martedì in prima serata per otto puntate dal 23 aprile al 4 giugno 2019, con la conduzione di Simona Ventura. I coach di questa stagione sono Gigi D'Alessio, Gué Pequeno, Elettra Lamborghini e Morgan.
- Blind Auditions: la prima fase della competizione è composta da cinque puntate. Ogni coach deve formare una propria squadra con 14 cantanti, scelti senza la possibilità di vedere l’esibizione ma valutandone solo la voce. Ogni coach ha a sua disposizione il tradizionale pulsante I Want You con il quale può provare a portare nella propria squadra il talento. Ogni coach ha a disposizione altri tre pulsanti, ognuno dei quali ha il nome del coach che desidera bloccare per poterlo, quindi, escludere nella scelta di un concorrente (il Block Button, che da quest'edizione può essere utilizzato due volte e non più una sola). Durante la quinta puntata, un’ulteriore selezione dei coach, chiamata Best Six, farà scendere il numero dei cantanti in gara: dei 14 scelti nelle audizioni, vengono scelti i migliori 6 per team dopo una prova di canto a cappella.
- Battle: la seconda fase impegnerà la sesta puntata del programma. Nella Battle ogni coach eliminerà 3 dei 6 membri del proprio team. Lo farà dividendo la propria squadra in 3 coppie che si esibiranno in duetto sul medesimo brano. Al termine di ciascun duetto, il giudizio del coach determinerà chi tra i concorrenti sarà eliminato e chi avrà, invece, accesso alla fase successiva.
- Knock Out: la terza fase, prevista per la settima e penultima puntata, determinerà i quattro finalisti del programma. Ogni coach assegnerà a ciascuno dei tre talenti rimasti nella propria squadra uno o più brani da eseguire. La sfida si svolgerà tra componenti dello stesso team che si confronteranno sul “ring” cantando ognuno il brano (o i brani) assegnatogli dal coach. Solo uno per squadra arriverà in finale.
- Live Show: i concorrenti che arriveranno in finale si esibiranno in un live show, in cui si sfideranno l’uno contro l’altro in performance singole o duettando con i coach e gli ospiti. Il vincitore, che si aggiudicherà un contratto discografico esclusivo, sarà decretato tramite televoto.

## Coach e conduttori

### Coach
Il ruolo dei coach all'interno del programma viene ricoperto da quattro cantanti facenti parte del panorama musicale italiano.
Nella prima edizione le quattro poltrone rosse vengono occupate dal cantante dei Litfiba Piero Pelù, Raffaella Carrà, Riccardo Cocciante e Noemi, artista soul diventata celebre dopo la sua partecipazione ad X Factor. Dopo aver vinto come coach nella prima edizione, Cocciante lascia lo show e nella seconda edizione viene sostituito dal rapper J-Ax, ex cantante degli Articolo 31, anch'esso trionfante a fine edizione. Nella terza edizione Raffaella Carrà lascia il programma e arrivano i due coach Facchinetti, il padre Roby ed il figlio Francesco, seduti in una poltrona doppia come unico coach, i quali usciranno vincitori a fine edizione. La quarta edizione vede il ritorno della Carrà e l'arrivo di tre nuovi coach: il rapper Emis Killa, l'ex cantante degli 883 Max Pezzali e la cantautrice Dolcenera, quest'ultima vincitrice dell'edizione. A fine edizione la Carrà annuncia di lasciare per sempre il programma. La quinta edizione vede un rinnovo totale dei quattro coach: oltre al ritorno di J-Ax (già coach nella seconda e nella terza edizione), arrivano Al Bano, Francesco Renga e la cantante dei Lacuna Coil Cristina Scabbia. La sesta edizione vede nuovamente un cambio totale delle quattro poltrone rosse: arrivano i cantautori Gigi D'Alessio e Morgan, il rapper Gué Pequeno e la cantante di pop latino Elettra Lamborghini.
| Coach                        | Edizioni | Edizioni | Edizioni | Edizioni | Edizioni | Edizioni | Totale |
| Coach                        | 1ª       | 2ª       | 3ª       | 4ª       | 5ª       | 6ª       | Totale |
| ---------------------------- | -------- | -------- | -------- | -------- | -------- | -------- | ------ |
| Raffaella Carrà              |          |          |          |          |          |          | 3      |
| Piero Pelù                   |          |          |          |          |          |          | 3      |
| Noemi                        |          |          |          |          |          |          | 3      |
| Riccardo Cocciante           |          |          |          |          |          |          | 1      |
| J-Ax                         |          |          |          |          |          |          | 3      |
| Roby e Francesco Facchinetti |          |          |          |          |          |          | 1      |
| Dolcenera                    |          |          |          |          |          |          | 1      |
| Max Pezzali                  |          |          |          |          |          |          | 1      |
| Emis Killa                   |          |          |          |          |          |          | 1      |
| Al Bano                      |          |          |          |          |          |          | 1      |
| Francesco Renga              |          |          |          |          |          |          | 1      |
| Cristina Scabbia             |          |          |          |          |          |          | 1      |
| Gué Pequeno                  |          |          |          |          |          |          | 1      |
| Elettra Lamborghini          |          |          |          |          |          |          | 1      |
| Morgan                       |          |          |          |          |          |          | 1      |
| Gigi D'Alessio               |          |          |          |          |          |          | 1      |

### Conduttori
La prima edizione del programma vede l'esordio da conduttore dell'attore Fabio Troiano, affiancato durante i live show dalla conduttrice radiofonica Carolina Di Domenico nel ruolo di V-Reporter in postazione web-room per accogliere i concorrenti già esibiti e leggere i commenti arrivati dai social network durante la serata. Dalla seconda alla quarta edizione conduce il programma il conduttore radiofonico e televisivo Federico Russo, mentre la parte relativa al web viene affidata alla collega Valentina Correani, sostituita nella quarta edizione da Alessandra "Angelina" Angeli. Nella quinta edizione Federico Russo viene sostituito alla conduzione da Costantino della Gherardesca, mentre viene eliminata la figura della V-Reporter. Nella sesta edizione Costantino della Gherardesca viene sostituito alla conduzione da Simona Ventura.
| Conduttori                   | Edizioni | Edizioni | Edizioni | Edizioni | Edizioni | Edizioni | Totale |
| Conduttori                   | 1ª       | 2ª       | 3ª       | 4ª       | 5ª       | 6ª       | Totale |
| ---------------------------- | -------- | -------- | -------- | -------- | -------- | -------- | ------ |
| Fabio Troiano                |          |          |          |          |          |          | 1      |
| Carolina Di Domenico         |          |          |          |          |          |          | 1      |
| Federico Russo               |          |          |          |          |          |          | 3      |
| Valentina Correani           |          |          |          |          |          | 2        |        |
| Alessandra "Angelina" Angeli |          |          |          |          |          |          | 1      |
| Costantino della Gherardesca |          |          |          |          |          |          | 1      |
| Simona Ventura               |          |          |          |          |          |          | 1      |

### Curiosità
- Noemi è il primo coach in Italia proveniente da un talent show, avendo partecipato ad X Factor.
- I due coach della terza edizione Noemi e Francesco Facchinetti appaiono in uno stesso programma di Rai 2 a sei anni di distanza dalla loro ultima apparizione insieme nel 2009, dove erano rispettivamente concorrente e conduttore della seconda edizione di X Factor.
- Nell'arco di tre edizioni, Piero Pelù si è sempre classificato al secondo posto, mentre Noemi sempre al quarto.
- Riccardo Cocciante, J-Ax, i Facchinetti, Dolcenera, Al Bano e Gigi D'Alessio hanno vinto tutti da coach esordienti alla prima edizione a cui hanno partecipato.
- Dolcenera è la prima coach donna ad aver vinto in un'edizione del programma.
- Cristina Scabbia è la prima cantante metal italiana ad entrare in contatto con il mondo dei talent.
- Morgan è il primo coach ad essere stato giudice anche ad X Factor e ad Amici.
- Nella sesta edizione, Morgan e la conduttrice Simona Ventura si ritrovano insieme dopo essere stati entrambi membri nella giuria di X Factor fino al 2013.
- Considerando il programma originale e gli spin-off, i coach Gigi D'Alessio e Clementino sono coloro che detengono il maggior numero di vittorie, per un totale di 3.

## Team
Legenda:
- Vincitore
- Secondo classificato
- Terzo classificato
- Quarto classificato

- Eliminato nelle Battle
- Eliminato al Knock Out
- Eliminato ai Live Show / Sing Off / Best Six
- Concorrente ritirato dalla competizione

- Barrato Eliminato dal proprio Coach e preso da un altro
- Corsivo Concorrente ripescato grazie allo STEAL

### Prima edizione
| Riccardo Cocciante | Riccardo Cocciante | Riccardo Cocciante         | Piero Pelù         | Piero Pelù          | Piero Pelù           | Raffaella Carrà    | Raffaella Carrà | Raffaella Carrà  | Noemi             | Noemi            | Noemi                |
| #TeamCocciante     | #TeamCocciante     | #TeamCocciante             | #TeamPelù          | #TeamPelù           | #TeamPelù            | #TeamCarrà         | #TeamCarrà      | #TeamCarrà       | #TeamNoemi        | #TeamNoemi       | #TeamNoemi           |
| ------------------ | ------------------ | -------------------------- | ------------------ | ------------------- | -------------------- | ------------------ | --------------- | ---------------- | ----------------- | ---------------- | -------------------- |
| Elhaida Dani       | Mattia Lever       | Lorenzo Campani            | Timothy Cavicchini | Francesco Guasti    | Cristina Balestriere | Veronica De Simone | Manuel Foresta  | Emanuele Lucas   | Silvia Capasso    | Giuseppe Scianna | Diana Winter         |
| Giulia Saguatti    | Donato Perrone     | Federica Celio             | Danny Losito       | Marco Cantagalli    | Alessandra Parisi    | Stefania Tasca     | Matteo Lotti    | Pamela Lacerenza | Flavio Capasso    | Giuliana Danzé   | Nausicaa Magarini    |
| Jessica Morlacchi  | Francesco Monti    | Rosalia Davì               | Marica Lermani     | Giulia Penza        | Fabio Zampolli       | Paola Licata       | Michelle Perera | Chiara Luppi     | Silvia Caracristi | Chiara Furfari   | Teresa Capuano       |
| Francesca Bellenis | Gabriella Iandolo  | Pasquale e Michele Tibello | Paola Criscione    | Ilaria De Angelis   | Tommaso Gavazzi      | Vito Ardito        | Chiara Papalia  | Daphne Nisi      | Antonia Laganà    | Francesca Monte  | Gabriella Martinelli |
| Alessio Ranno      | Samuele Spallitta  | Lisa Manara                | Yasmin Kalach      | Valentina Tramacere | Roberta Orrù         | Noemi Smorra       | Denise Faro     | Daniele Vit      | Martina Lo Visco  | Marsela Çibukaj  | Jacopo Sanna         |
| Mariateresa Amato  | N.D.               | N.D.                       | Savio Vurchio      | N.D.                | N.D.                 | Marianna Barracane | N.D.            | N.D.             | Paola Gruppuso    | N.D.             | N.D.                 |

### Seconda edizione
| J-Ax                  | J-Ax              | J-Ax                 | Piero Pelù           | Piero Pelù         | Piero Pelù              | Raffaella Carrà            | Raffaella Carrà     | Raffaella Carrà           | Noemi             | Noemi             | Noemi               |
| #TeamAx               | #TeamAx           | #TeamAx              | #TeamPelù            | #TeamPelù          | #TeamPelù               | #TeamCarrà                 | #TeamCarrà          | #TeamCarrà                | #TeamNoemi        | #TeamNoemi        | #TeamNoemi          |
| --------------------- | ----------------- | -------------------- | -------------------- | ------------------ | ----------------------- | -------------------------- | ------------------- | ------------------------- | ----------------- | ----------------- | ------------------- |
| Suor Cristina Scuccia | Dylan Magon       | Valerio Jovine       | Giacomo Voli         | Daria Biancardi    | Esther Oluloro          | Tommaso Pini               | Giuseppe Maggioni   | Federica Buda             | Giorgia Pino      | Stefano Corona    | Gianmarco Dottori   |
| Carolina Russi        | Debby Lou         | Giusy Scarpato       | Giulia Dagani        | Claudia Megrè      | Nadia Marino            | Luna Palumbo               | Francesco Marotta   | Nancy Sardiello           | Andrea Manchiero  | Gianna Chillà     | Andrea Veschini     |
| Pietro Napolano       | Andrea Ori        | Benedetta Giovagnini | Valeria Marchetti    | Mia Schettino      | Andrea Azzurra Gullotta | Sasha Susino               | Simone Di Benedetto | Benedetta Caretta         | Paola Bivona      | Yvonne Tocci      | Antonella Anastasi  |
| Angela Nobile         | Yvonne Tocci      | Piero Dread          | Federica Marinari    | Andrea Ori         | Marco Costa             | Vittoria De Santis         | Valentina Ranalli   | Carmine Cirillo           | Claudia Coticelli | Sasha Susino      | Simona Farris       |
| Emiliano Valverde     | Valeria Marchetti | Luna Palumbo         | Dejanira Giannarelli | Federica Bensi     | Paola Bivona            | Rosy Lerro                 | Alessio Buscemi     | Francesca Romana D'Andrea | Daniele Blaquier  | Federica Graziani | Giancarlo Ingrassia |
| Giulia Dagani         | Ivan Granatino    | Alice Pardo          | Benedetta Giovagnini | Steven Patrick Più | Elisabetta Gagliardi    | Sara Gozzi e Marco Galeone | Valentina Sarto     | Francesco Capriglione     | Lorenzo Pagani    | Angela Pascucci   | Andrea Nocera       |

### Terza edizione
| Roby e Francesco Facchinetti | Roby e Francesco Facchinetti | Roby e Francesco Facchinetti | Piero Pelù         | Piero Pelù            | Piero Pelù                     | J-Ax               | J-Ax                   | J-Ax               | Noemi                          | Noemi                  | Noemi           |
| #TeamFach                    | #TeamFach                    | #TeamFach                    | #TeamPelù          | #TeamPelù             | #TeamPelù                      | #TeamAx            | #TeamAx                | #TeamAx            | #TeamNoemi                     | #TeamNoemi             | #TeamNoemi      |
| ---------------------------- | ---------------------------- | ---------------------------- | ------------------ | --------------------- | ------------------------------ | ------------------ | ---------------------- | ------------------ | ------------------------------ | ---------------------- | --------------- |
| Fabio Curto                  | Sarah Jane Olog              | Chiara Dello Iacovo          | Roberta Carrese    | Ira Green             | Marco De Vincentiis            | Carola Campagna    | Sara Vita Felline      | Maurizio Di Cesare | Thomas Cheval                  | Keeniatta Baird        | Andrea Orchi    |
| Alberto "Aj Summers" Slitti  | Alessia Labate               | Chiara Iezzi                 | Alessandra Salerno | Tommaso Gregianin     | Chiara "Cli" Beltrame          | Raffaele Esposito  | Francesca "Tekla" Cini | Ilenia Bentrovato  | Mariangela "Marianè" De Santis | Daniel Petrarulo       | Fatima Diallo   |
| Alexandre Vella              | Claudio Placanica            | Maria Luce Gamboni           | Martina Liscaio    | Silvia De Santis      | Fabio Garzia                   | Davide Fusaro      | Arianna Alvisi         | Luca Boccadamo     | Roberto Pignataro              | Gregorio Rega          | Viola Laurenzi  |
| Alex Ceccotti                | Valentina Caturelli          | Clelia Granata               | Luca Gagliano      | Valerio Miglietta     | Denise Cannas                  | Nathalie Coppola   | Giuseppe Boscaglia     | Maurizio Musumeci  | Amelia Villano                 | Benny Pierri           | Nicol Manenti   |
| Giovanni Scardamaglio        | Sofia Mancino                | Fabio Garzia                 | Marco Andreotti    | Francesco Paolo Bruno | Simone Perrone                 | Fatima Diallo      | Lavinia Viscuso        | Edo Sparks         | Claudia Miele                  | Chiara Piperno         | Andrea Porceddu |
| Giulia Pugliese              | Chiara "Cli" Beltrame        | Sara Vita Felline            | Pier Luca Tevere   | Davide Fusaro         | Mariangela "Mariané" De Santis | Virginia Cristaldi | Ludovica Cola          | Chiara Iezzi       | Giuseppe Izzo                  | Massimiliano Marchetti | Alexandre Vella |

### Quarta edizione
| Dolcenera                  | Dolcenera                   | Dolcenera           | Emis Killa              | Emis Killa            | Emis Killa               | Max Pezzali        | Max Pezzali             | Max Pezzali        | Raffaella Carrà    | Raffaella Carrà    | Raffaella Carrà     |
| #TeamDolcenera             | #TeamDolcenera              | #TeamDolcenera      | #TeamKilla              | #TeamKilla            | #TeamKilla               | #TeamPezzali       | #TeamPezzali            | #TeamPezzali       | #TeamCarrà         | #TeamCarrà         | #TeamCarrà          |
| -------------------------- | --------------------------- | ------------------- | ----------------------- | --------------------- | ------------------------ | ------------------ | ----------------------- | ------------------ | ------------------ | ------------------ | ------------------- |
| Alice Paba                 | Joe Croci                   | Giorgia Alò         | Charles Kablan          | Frances Alina Ascione | Roberta Nasti            | Elya Zambolin      | iWolf                   | Davide Carbone     | Tanya Borgese      | Samuel Pietrasanta | Beatrice Ferrantino |
| Edith Brinca               | Massimo Cantisani           | Anna Maria Castaldi | Giuliana Ferraz         | Debora Cesti          | William Prestigiacomo    | Francesca Basaglia | Claudio Cera            | Viviana Colombo    | Foxy Ladies        | Francesca Profico  | Katy Desario        |
| Luca De Gregorio           | Cristina Di Pietro          | Rocco Fiore         | Ivan Giancarlo Giannini | Pino Giordano         | Claudio Di Cicco         | Cristiano Carta    | Giuseppe Citarelli      | Cristina Cascone   | Manuel Aspidi      | Alessia Langella   | Erika Finotti       |
| Mattia Sciascia            | Frank Polucci               | Agata Aquilina      | Roxana Ene              | Marta Pilia           | Jennifer Vargas Antela\| | Mirko Adinolfi     | Andrea Cerrato          | Virna Marangoni\|  | Rosaria Mallardo   | Fabio De Gennaro   | Federica Vincenti   |
| Neja                       | Greta Squillace             | Fabio De Vincente   | Mirko Ciulla            | Viviana Buonomo       | Salvo Matarazzo          | Kevin Pappano      | Aurora Lecis            | Clara Aceti        | Andrea Palmieri    | Irene Colzani      | Ottavia Bruno       |
| Danylo Palyeyev Barmanskyy | Domenico "Derek" Caringella | Stephanie Riondino  | Veronica Moscara        | Corinne Marchini      | Giorgia Papasidero       | Noemi Castagnanova | Valentina Buccinnà      | Elisa Meo          | Elisa Maffenini    | Bruna Zaccaro      | Cristina Ambu       |
| Enrico Bernardo            | Giulia Franceschini         | Chiara Granetto     | Mariangela Corvino      | Gianfrancesco Cataldo | Marta Pedoni             | Kimia Ghorbani     | Ivan Giancarlo Giannini | Cristina Di Pietro | Daniele Soffiani   | Armand Curameng    | iWolf               |
| Sara Caratelli             | N.D.                        | N.D.                | Davide Ruda             | N.D.                  | N.D.                     | Katy Desario       | N.D.                    | N.D.               | Valentino Bianconi | N.D.               | N.D.                |

### Quinta edizione
| Al Bano           | Al Bano         | Al Bano           | J-Ax                | J-Ax             | J-Ax                   | Cristina Scabbia | Cristina Scabbia    | Cristina Scabbia    | Francesco Renga      | Francesco Renga    | Francesco Renga |
| #TeamAlBano       | #TeamAlBano     | #TeamAlBano       | #TeamAx             | #TeamAx          | #TeamAx                | #TeamScabbia     | #TeamScabbia        | #TeamScabbia        | #TeamRenga           | #TeamRenga         | #TeamRenga      |
| ----------------- | --------------- | ----------------- | ------------------- | ---------------- | ---------------------- | ---------------- | ------------------- | ------------------- | -------------------- | ------------------ | --------------- |
| Maryam Tancredi   | Tekemaya        | Mara Sottocornola | Beatrice Pezzini    | Antonio Marino   | Riccardo Giacomini     | Andrea Butturini | Elisabetta Eneh     | Alessandra Machella | Asia Sagripanti      | Mirco Pio Coniglio | Deborah Xhako   |
| Raimondo Cataldo  | Michele Mirenna | Selenia Stoppa    | Andrea Tramacere    | Uramawashi       | Kimberly Madriaga      | Laura Ciriaco    | Alessio Parisi      | Marco Priotti       | Marica Fortugno      | Annalisa Perlini   | Mirko Carnevali |
| Virginia Dioletta | Sabrina Rocco   | Stefania Calandra | Roberto Tornabene   | Rosy Castello    | Antonio Licari         | Ylenia Aquilone  | Graziana Campanella | Mara Sottocornola   | Michelangelo Falcone | Daniele Gentile    | Laura Ciriaco   |
| Simona Marcelli   | Angela Semerano | Aurelio Fierro JR | Deborah Xhako       | Virginia Mellino | Ferdinando Biondi Vega | Nadya imbelli    | Giovanni Saccà      | Asja Cresci         | Alberto Lionetti     | Angelica Peroni    | Giovanni Saccà  |
| Cinzia Carreri    | Dalise          | N.D.              | Angelica Paola Ibba | Angelica Peroni  | N.D.                   | Sabrina Rocco    | Antonio Marino      | N.D.                | Virginia Mellino     | Antonello Carozza  | N.D.            |

### Sesta edizione
| Gigi D'Alessio         | Gigi D'Alessio    | Gigi D'Alessio     | Gué Pequeno              | Gué Pequeno        | Gué Pequeno        | Elettra Lamborghini  | Elettra Lamborghini | Elettra Lamborghini | Morgan            | Morgan           | Morgan           |
| #TeamGigi              | #TeamGigi         | #TeamGigi          | #TeamGué                 | #TeamGué           | #TeamGué           | #TeamElettra         | #TeamElettra        | #TeamElettra        | #TeamMorgan       | #TeamMorgan      | #TeamMorgan      |
| ---------------------- | ----------------- | ------------------ | ------------------------ | ------------------ | ------------------ | -------------------- | ------------------- | ------------------- | ----------------- | ---------------- | ---------------- |
| Carmen Pierri          | Eliza G           | Domenico Iervolino | Brenda Carolina Lawrence | Francesco Da Vinci | Ilenia Filippo     | Miriam Ayaba         | Andrea Berté        | Greta Giordano      | Diablo            | Matteo Camellini | Erica Bazzeghini |
| Elisabetta Pia Ferrari | Sofia Tirindelli  | Andrea Settembre   | Hindaco                  | Josuè Previti      | Federica Filannino | Tahnee Rodriguez     | Trisss              | Leslie              | Joe Elle          | Violet           | Naïve            |
| Sofia Sole Cammarota   | Marta Verrecchia  | Stefano Colli      | Sindolls                 | Ralph Lautrec      | Ares Favati        | Tess Amodeo Vickery  | Jessica Lorusso     | Vittoria Tancucci   | Valerio Sgargi    | Marco Liotti     | Felice Falanga   |
| Koko                   | Irene Rugiero     | Kumi Watanabe      | Mashup Loop              | Ilenia Falco       | Micaela Foti       | Serena Maria Pollice | Giorgia La Commare  | Filippo Cantele     | Tommaso Partesana | Davide Vettori   | Karen Marra      |
| Giorgia Incatasciato   | Raphael Nkereuwem | N.D.               | Alice Olivari            | Sophia Murgia      | N.D.               | Giuliana Maffei      | Huntress D          | N.D.                | Francesco Bombaci | Morgana          | N.D.             |

## Compilation

### Prima edizione
- 2013 - The Voice of Italy - The Best of Battles (Universal Music)
- 2013 - The Voice of Italy - The Live Shows (Universal Music)
- 2013 - The Voice of Italy - Gli inediti (Universal Music)

### Seconda edizione
- 2014 - The Voice of Italy - The Best of Blind Auditions (Universal Music)
- 2014 - The Voice of Italy - The Best of Battles (Universal Music)

## Ascolti
| Edizione | Anno | Stagione          | Programmazione | Programmazione | Programmazione | Programmazione | Programmazione | Programmazione | Programmazione | Première       | Première | Finale         | Finale | Totale         | Totale |
| Edizione | Anno | Stagione          | L              | M              | M              | G              | V              | S              | D              | Telespettatori | Share    | Telespettatori | Share  | Telespettatori | Share  |
| -------- | ---- | ----------------- | -------------- | -------------- | -------------- | -------------- | -------------- | -------------- | -------------- | -------------- | -------- | -------------- | ------ | -------------- | ------ |
| 1ª       | 2013 | inverno-primavera |                |                |                |                |                |                |                | 3 376 000      | 12,34%   | 3 346 000      | 14,88% | 3 304 000      | 13,74% |
| 2ª       | 2014 | inverno-primavera |                |                | 2 705 000      | 11,15%         | 4 100 000      | 21,03%         | 3 208 000      | 14,13%         |          |                |        |                |        |
| 3ª       | 2015 | inverno-primavera | 3 036 000      | 12,69%         | 2 556 000      | 13,20%         | 2 673 000      | 11,88%         |                |                |          |                |        |                |        |
| 4ª       | 2016 | inverno-primavera | 3 150 000      | 14,74%         | 2 070 000      | 10,47%         | 2 247 000      | 10,27%         |                |                |          |                |        |                |        |
| 5ª       | 2018 | primavera         |                |                | 2 465 000      | 10,28%         | 1 750 000      | 9,98%          | 2 103 000      | 9,52%          |          |                |        |                |        |
| 6ª       | 2019 | primavera         |                |                | 2 435 000      | 11,15%         | 1 710 000      | 10,81%         | 2 050 000      | 10,36%         |          |                |        |                |        |

## Premi e riconoscimenti
- 2014: Premio regia televisiva categoria Top Ten.
- 2015: Premio regia televisiva categoria Top Ten.

## Spin-off

### The Voice Senior
Dal 27 novembre 2020 su Rai 1 va in onda uno spin-off del programma, The Voice Senior, a cui partecipano concorrenti di età superiore ai 60 anni.

### The Voice Kids
Dal 4 marzo 2023 va in onda su Rai 1 un secondo spin-off del programma, The Voice Kids, interamente dedicato a bambini e ragazzi che hanno dai 7 ai 14 anni.

### The Voice Generations
Dal 12 aprile 2024 va in onda su Rai 1 un terzo spin-off del programma, The Voice Generations, dedicato a duetti, terzetti o quartetti formati da generazioni diverse.